# 大藏彌太郎千虎
大藏 彌太郎 （おおくら やたろう 、1974年12月6日 - ）は、能楽師狂言方（大蔵流）。公益社団法人能楽協会理事。本名は「基照(もとみつ)」。

## 来歴・人物
二十五世大藏彌右衛門の長男。祖父の二十四世大藏彌右衛門及び父に師事。
5才のときに「以呂波」で初舞台。1998年、宗家に伝わる幼名「千太郎」を襲名する。
2002年、弟の大藏基誠、従弟の大藏教義とともに大藏狂言SHIN-大藏三兄弟-を結成した。
2016年、成人名「彌太郎 千虎」を襲名。

## テレビ・映画への出演
- 『負けて、勝つ 〜戦後を創った男・吉田茂〜』（土曜ドラマスペシャル、NHK総合テレビ、2012年） - 昭和天皇 役
- 『初代群馬県令 楫取素彦物語〜生涯の至誠』（短編映画、201年） - ナレーション